# 宇航研究协会
宇航研究协会(俄语：Общество изучения межпланетных сообщений 或简称 OIMS) 于1924年5月在莫斯科成立。它是俄罗斯联邦军队综合军事学院军事科学协会中，由格里戈里·克拉马罗夫主持的分支机构，拥有200名授权委员，包括一些重要的苏联太空探索科学家和火箭专家，如康斯坦丁·齐奥尔科夫斯基、弗里德里希·灿德尔、弗拉基米尔·韦钦金等。该协会允许工程师和教育工作者参与商讨宇宙航行设想，并组织开展公共教育活动。
1924年10月4日宇航协会曾主持过一场著名的辩论会，讨论美国物理学家罗伯特·戈达德所提出将火箭发射到月球的构想。
该协会仅存在了一年左右。

## 备注
1. ↑  Kosmonavtika Entsiklopediya, V.P Glushko (ed.), 1986, page 273
2. ↑  From the History of Early Soviet Liquid-Propellant Rockets, M.K. Tikhonravov, AAS History Series, Vol 6, 1968.